# Ezmiralda Franja
Ezmiralda Franja (ur. 4 lutego 1997 w Albanii) – albańska piłkarka, kapitan klubu KFF Vllaznia. W latach 2013–2015 należała do albańskiej reprezentacji U-19, a w 2014 roku dołączyła do reprezentacji Albanii.